# مکینتاش لابراتوری
مکینتاش لابراتوری (انگلیسی: McIntosh Laboratory) شرکت الکترونیک آمریکایی است، که در سال ۱۹۴۹ تأسیس شد.